# Liste der Monuments historiques in Brazey-en-Plaine
Die Liste der Monuments historiques in Brazey-en-Plaine führt die Monuments historiques in der französischen Gemeinde Brazey-en-Plaine auf.

## Liste der Immobilien
| Bezeichnung      | Beschreibung                                       | Standort                         | Kennzeichnung | Schutzstatus | Datum | Bild           |
| ---------------- | -------------------------------------------------- | -------------------------------- | ------------- | ------------ | ----- | -------------- |
| Kirche St-Rémy   | 1835 erbaut, Architekt Pierre-Paul-Petit           | Place de l'Hôtel-de-Ville (Lage) | PA00112763    | Classé       | 1995  | weitere Bilder |
| Château Dumesnil | neo-ägyptische Kapelle, Mitte des 18. Jahrhunderts | Rue de Verdun (Lage)             | PA21000045    | Inscrit      | 2006  | weitere Bilder |

## Liste der Objekte
| Bezeichnung                                                        | Beschreibung                                                                  | Standort                                               | Kennzeichnung | Schutzstatus | Datum | Bild           |
| ------------------------------------------------------------------ | ----------------------------------------------------------------------------- | ------------------------------------------------------ | ------------- | ------------ | ----- | -------------- |
| Weihwasserbecken                                                   | Kalkstein, farbig gefasst, 16. Jahrhundert                                    | Pont-Hemery, in der Kapelle Notre-Dame-de-Pitié (Lage) | PM21000395    | Classé       | 1936  |                |
| Gemälde Christus und Maria Magdalena                               | Ölfarbe auf Leinwand, Mitte des 17. Jahrhunderts, von Jean Tassel             | in der Kirche St-Rémy (Lage)                           | PM21000396    | Classé       | 1979  | weitere Bilder |
| Gemälde Kreuzabnahme                                               | Ölfarbe auf Leinwand, erste Hälfte des 17. Jahrhunderts, von Philippe Quantin | in der Kirche St-Rémy (Lage)                           | PM21000397    | Classé       | 1984  |                |
| Gemälde Anbetung der Könige                                        | Ölfarbe auf Leinwand, 17. Jahrhundert                                         | in der Kirche St-Rémy (Lage)                           | PM21003940    | Inscrit      | 1992  | weitere Bilder |
| Gemälde Madonna mit Kind, der heiligen Anna und dem Johannesknaben | Ölfarbe auf Leinwand, Ende des 16. Jahrhunderts; nach Raffael                 | in der Kirche St-Rémy (Lage)                           | PM21003941    | Inscrit      | 1992  |                |
| Gemälde Kreuzigung                                                 | Ölfarbe auf Leinwand, 17. oder 19. Jahrhundert; nach Anthonis van Dyck        | in der Kirche St-Rémy (Lage)                           | PM21003942    | Inscrit      | 1992  |                |
| Gemälde Abendmahl                                                  | Ölfarbe auf Leinwand, 17. Jahrhundert                                         | in der Kirche St-Rémy (Lage)                           | PM21003943    | Inscrit      | 1992  |                |
| Lesepult                                                           | Metall, Holz, 19. Jahrhundert                                                 | in der Kirche St-Rémy (Lage)                           | PM21003944    | Inscrit      | 1992  |                |
| Zwei Kronleuchter                                                  | Bronze, vergoldet, 19. Jahrhundert                                            | in der Kirche St-Rémy (Lage)                           | PM21003945    | Inscrit      | 1992  |                |
| Banner der Union des Travailleurs                                  | Stoff, bestickt, Holz, Metall, bezeichnet 1893                                | in der Mairie (Lage)                                   | PM21006034    | Inscrit      | 2021  |                |
| Pietà                                                              | Stein, farbig gefasst, 15. oder 16. Jahrhundert                               | Pont-Hemery, in der Kapelle Notre-Dame-de-Pitié (Lage) | PM21006035    | Inscrit      | 2021  |                |